# Гагаринская Новосёлка
Гагаринская Новосёлка — село в Переславском районе Ярославской области при реке Кубрь.

## Современность
В селе Гагаринская Новосёлка сохранился усадебный парк.
Постоянное население на 1 января 2007 года 141 человек.

## История
В писцовых книгах 1628—1629 годов Новосёлка на речке Кубри записана за ротмистром Андреем Семёновым Фомендиным и за немчином Андреем Романовым Крыднером. С половины XVII столетия Новосёлка перешла во владение вотчинников Голохвастовых, а после них к князьям Голицыным.
Церковь в Новосёлке построена около половины XVII столетия и освящена была в честь Рождества Христова. В 1707 году Рождественская церковь была перестроена и новая была освящена также в честь Рождества Христова. Около того же времени здесь построена была другая тёплая церковь в честь святого Алексия — человека Божия. В 1730 году эта церковь сгорела и в том же году на погорелом месте построена новая деревянная церковь в честь того же святого.
В 1790 году вместо двух деревянных церквей помещицей княгиней Анной Фадеевной Голицыной устроен существующий ныне каменный храм. Первоначально был устроен главный храм, а в 1814 году той же храмоздательницей к нему пристроена трапеза. Престолов в храме три: в холодном в честь Рождества Христова, в приделах тёплых во имя святого апостола и Евангелиста Иоанна Богослова и в честь Успения святой Анны.
Перед революцией в Новосёлке были церковно-приходская школа и усадьба князя Василия Владимировича Гагарина (1834—1911), откуда и название населённого пункта. Дочь и наследница князя Гагарина, именем Виринея, была замужем за Л. Л. Татищевым. Историк и краевед М. И. Смирнов, занимавшийся после революции изъятием ценностей для музея, вспоминал:
В противоположность другим усадьбам, здесь владельцы были налицо. Это старуха 80 лет Наталья Васильевна Гагарина и две её дочери: Виринея Васильевна Татищева и Анна Васильевна Татаринова. Они занимали уголок в одном из флигелей, а вскоре были выселены и оттуда. В большом каменном доме было довольно пусто. Картин не было, мне сообщили, что перед войной они были отправлены в Санкт-Петербург на реставрацию. Но осталась прекрасная мебель карельской берёзы и часть невывезенной библиотеки, шкафы и прочее. Так как коммунисты вселялись в усадьбу, то пришлось спешно всё увозить оттуда, что и было выполнено моим сотрудником В. Е. Елховским. Кроме того, В. В. Татищева добровольно отдала ему часть своих вещей для хранения в музее: «буль», другой шкаф палисандровый, фарфор и другие.

## Население
| 1859 |
| ---- |
| 94   |

| 2007 | 2010 |
| ---- | ---- |
| 141  | ↘125 |